# Vasilij Vasilijevitj Dokutjajev
Vasilij Vasilijevitj Dokutjajev (russisk: Василий Васильевич Докучаев, tr. Vasilij Vasiljevitj Dokutjajev; født 1. marts 1846 i Miljukovo, Smolensk guvernement, død 8. november 1903 i Sankt Petersborg) var en russisk geolog, der regnes som ophavsmand til jordbundslæren.

## Liv og gerning
Vasilij Vasilijevitj Dokutjajev er i almindeligt regnet som ophavsmand til jordbundslæren, undersøgelsen af jorden i dens naturlige omgivelser. Han udviklede jordbundslæren i Rusland, og var måske den første person til at gøre omfattende brug af en geografisk undersøgelser af forskellige jordtypers udbredelse. Hans store bidrag til videnskaben var, så at sige, at "sætte jord på kort."
Han introducerede ideen om, at geografiske variationer i jordbundstyper kan forklares i forhold til ikke blot de geologiske faktorer (grundmateriale), men også til klimatiske og topografiske faktorer, samt den tid der har været til rådighed for pedogenesen (jordbundsudvikling) til at virke. Med udgangspunkt i disse ideer skabte han den første jordklassificering. Hans ideer blev hurtigt taget op af en række jord forskere, herunder Hans Jenny. Han arbejdede med jordbundslære og udviklede en klassifikationsordning, der beskriver fem faktorer for jordbundsudvikling. Han nåede frem til sin teori efter omfattende feltstudier af russiske jorder i 1883. Hans mest berømte værk er Russisk Chernozem (1883). Takket være en række værker af Dokutjajev om russiske jorder indgår en række udtryk og begreber i den internationale jordbundslæres ordforråd (chernozem, podsol, glei, solonets).

## Hædersbevisninger
Et krater på Mars er opkaldt efter ham og Dokutjajevprisen, der svarer til Nobelprisen i jordbundslæren, blev oprettet af Den Internationale Union for jordbundsvidenskab.